# Sede titolare di Neocesarea del Ponto
Neocesarea del Ponto  (in latino Neocaesariensis in Ponto) è una sede arcivescovile titolare della Chiesa cattolica.

## Storia
Neocesarea, corrispondente alla città di Niksar in Turchia, fu un'antica diocesi nella provincia romana del Ponto Polemoniaco, istituita nel III secolo ed elevata a sede metropolitana nel IV secolo. La metropolia di Neocesarea faceva parte del patriarcato di Costantinopoli ed era ancora una sede attiva agli inizi del XX secolo. A seguito del trattato di Losanna, per porre fine alla guerra greco-turca, nel 1923 fu attuato uno scambio di popolazioni tra Grecia e Turchia che portò alla totale estinzione della presenza cristiana ortodossa nel territorio della metropolia.
Dal XVII secolo Neocesarea del Ponto è annoverata tra le sedi arcivescovili titolari della Chiesa cattolica; la sede è vacante dal 30 luglio 1967.

## Cronotassi degli arcivescovi titolari
I vescovi di Neocesarea del Ponto appaiono confusi con i vescovi di Neocesarea di Siria e di Neocesarea di Bitinia, perché nelle fonti citate le cronotassi delle tre sedi non sono distinte.
- Mario Alberizzi † (19 gennaio 1671 - 27 maggio 1675 nominato cardinale presbitero di San Giovanni a Porta Latina)
- Gregorio Giuseppe Gaetani de Aragonia † (24 febbraio 1676 - 2 maggio 1695 nominato patriarca titolare di Alessandria)
- Alessandro Sforza † (13 giugno 1695 - 8 aprile 1701[1] deceduto)
- Pompeo Aldrovandi † (5 ottobre 1716 - 23 marzo 1729 nominato patriarca titolare di Gerusalemme)
- Buenaventura Córdoba Espinosa de la Cerda † (6 aprile 1761 - 26 giugno 1769 nominato cardinale presbitero di San Lorenzo in Panisperna)[2]
- Girolamo Volpi † (16 settembre 1776 - 1798[3] deceduto)
- Antonio Baldini † (21 febbraio 1820 - 8 maggio 1830 deceduto)
- Matteo Eustachio Gonella † (20 maggio 1850 - 22 giugno 1866 nominato vescovo di Viterbo)
- Edward Henry Howard † (25 giugno 1872 - 12 marzo 1877 nominato cardinale presbitero dei Santi Giovanni e Paolo)
- Gaetano Aloisi Masella † (22 maggio 1877 - 14 marzo 1887 nominato cardinale presbitero di San Tommaso in Parione)[4]
- Pierre-Jean-Joseph Soubiranne † (25 novembre 1887 - 18 giugno 1893 deceduto)
- Giuseppe Schirò † (29 novembre 1895 - 1º agosto 1927 deceduto)
- Giacomo Montanelli † (23 novembre 1928 - 17 febbraio 1929 succeduto arcivescovo di Vercelli)
- Antonin-Fernand Drapier, O.P. † (7 ottobre 1929 - 30 luglio 1967 deceduto)